# Knežević (Adelsgeschlecht)
| Knežević            | Knežević                      |
| ------------------- | ----------------------------- |
|                     |                               |
| Staat               | Kroatien, Habsburgermonarchie |
| Stammhaus           | Knežević                      |
| Gründung            | 15. Jahrhundert               |
| Ethnizität          | Kroatisch                     |
| Titel               | Freiherren                    |
| Gründer             | Filip Knežević (?)            |
| Aktuelles Oberhaupt | ausgestorben (1924)           |
|                     |                               |

Knežević (deutsch Knesevich/Knesewitsch; ungarisch Knezsevics) war ein aus dem mittelalterlichen Ort Broćno (nahe heutigen Čitluk) in Herzegowina stammendes kroatisches Adelsgeschlecht. Erstmals dort in historischen Dokumenten aus dem 15. Jahrhundert genannt, zogen sie wenig später nach Westen und Norden um, zuerst in die Region Lika. Später am  Anfang des 19. Jahrhunderts zogen sie nach Međimurje im äußersten Norden Kroatiens. Die bekanntesten Angehörige des Geschlechts erreichten hohe militärische Dienstgrade des Habsburgischen kaiserlichen Heeres.

## Geschichtlicher Überblick
Wie auch viele alte kroatische Adelsfamilien aus dem südöstlichen Teil des mittelalterlichen Kroatischen Königreichs und benachbarten Staaten und Territorien (Königreich Bosnien, Zahumlje, Travunien) wurden die Kneževićs in der zweiten Hälfte des 15. Jahrhunderts wegen des ständigen Drucks des osmanischen Expansionismus gezwungen nach Nordwesten umzuziehen. Nach dem Untergang Bosniens 1463 in osmanische Hände bestätigte der kroatisch-ungarische König Matthias Korvin dem Adligen Ivan (Johann) Knežević, einem Sohn des während der Verteidigung von Jajce gefallenen Edlen Filip (Philipp) Knežević, den Adelsstand. Ebenso bekam er am 2. Juli 1466 neuen Grundbesitz in Gračac und Grab, in der Region Lika.
Ivans Urenkel Franjo (Franz) Knežević, einer der Befehlshaber bei der Verteidigung des Krbava-Gebiets, bekam am 15. Mai 1628 die Bestätigung des Adelstitels und Besitzes vom Kaiser Ferdinand II.
Martin (1708–1781), ein Sohn von Juraj (Georg) Knežević und dessen Frau Katarina geb. Stibor, geboren in Senj, erreichte einen weiteren Aufstieg der Familie und hatte große Erfolge in seiner militärischen Karriere. Während sein Vater (nur) ein Major des Likaner Grenzinfanterieregiments war, erreichte er am 11. Februar 1759 den Rang eines Generals des Habsburgischen Heeres. Er nahm an vielen Schlachten und mehreren Kriegen teil, wie z. B. am Österreichischen Erbfolgekrieg (1740–1748) und am Siebenjährigen Krieg (1756–1763). Am 7. April 1763 wurde er in den Freiherrenstand erhoben.
Mit seiner Frau Uršula geb. Vukasović (1717–1776) hatte Martin Knežević viele Kinder, darunter sechs Söhne:
- Juraj (Georg) (1733–1805), Generalmajor (seit 24. August 1801)
- Antun (Anton) (1737–1809), Oberstleutnant
- Ivan (Johann) (1743–1809), Generalmajor (seit 5. Februar 1797)
- Petar (Peter) (1746–1814), Generalmajor (seit 5. Oktober 1799)
- Lavoslav (Leopold) (*?; † 1788/89), Hauptmann
- Vinko (Vincenz) (1755–1832), General der Kavallerie (seit 22. September 1815)
- Cecilia, welche später Joseph Freiherr Portner von Höflein (1710–1800) heiratete. Deren Tochter Anna Portner von Höflein (10. Mai 1774 – 28. Nov. 1838) heiratete den Grafen Franz Jelačić von Bužim, kroatischer Adeliger, österreichischer Feldmarschallleutnant und Ritter des Maria Theresien-Ordens.[1]

1802 zogen die Knežević-Brüder (Ivan, Petar und Vinko) in die Herrschaft Međimurje im äußersten Norden Kroatiens um. Sie kauften ehemalige Grundstücke der Pauliner in Sveta Jelena, Mačkovec, Zasadbreg, Knezovec, Štrigova und Leskovec. Nach dem bekanntesten und wichtigsten Ort Sveta Jelena (Heilige Helena) wurden sie Kneževićs von der heiligen Helena (kroatisch Kneževići od Svete Jelene; ungarisch Szentilonai Knezsevics) genannt.
Von den sechs Brüdern hatten nur zwei eigenen Nachwuchs. Petar und Vinko hatten je zwei Söhne, die alle ebenfalls in militärische Dienste traten, aber mit weniger Erfolg. In seiner zweiten Ehe (mit Viktorija geb. Bender) bekam Petar 1804 den Sohn Maksimilijan Ivan (Maximilian Johann) und 1809 Aleksandar Franjo Kazimir (Alexander Franz Kasimir). Aus der Ehe Vinkos mit der Freifrau Karolina geb. Hogger gingen 1810 Aleksandar und 1811 Konstantin hervor.
Nach dem Tod von General Vinko Freiherr Knežević 1832 wurde der Grundbesitz im Raum Sveta Jelena an die Familie Feštetić verkauft. Der Grundbesitz im Raum Štrigova blieb dagegen weiter im Eigentum von Petars Nachfahren, fast noch ein Jahrhundert lang. 1898 wurde Viktor Knežević, lediger pensionierter Husaren-Hauptmann, als Grundbesitzer in Štrigova erwähnt.
Unmittelbar nach dem Ersten Weltkrieg lebte in Međimurje einer der letzten Sprosse des Adelsgeschlechts, Aleksandar Freiherr Knežević. Gemäß verfügbaren Quellen war Ivo Knežević der allerletzte Angehörige des Geschlechts. Nach dessen Tod 1924 wurde testamentarisch die Sammlung aller Familienporträts dem Kroatischen Historischen Museum in Zagreb übergeben.

## Mitglieder
| Martin, k.u.k. Generalmajor (1708–1781) | Juraj (Georg), k.u.k. Generalmajor (1733–1805) | Vinko (Vincenz), k.u.k. General der Kavallerie (1755–1832) |